# Lupinaster andersonii
Lupinaster andersonii là một loài thực vật có hoa trong họ Đậu. Loài này được (A. Gray) Latschaschvili mô tả khoa học đầu tiên năm 1976.